# Cosmos Cowboys
Cosmos Cowboys är ett countryband från Jönköping i Sverige, startat åren runt 1970. Bandet har spelat på countryfestivaler i Sverige som Ydre countryfestival, Lida, Vemdalen och Lane-loge. Bandet medverkade även vid finalen av Country-SM 2006 och 2007, och har kompat amerikanska  artister som Orville Nash, Rayburn Anthony och Wanda Jackson. Bandet arrangerar även den årliga countryfestivalen i Drottningstorp på midsommardagen.

## Medlemmar
- Fredrik Bäckgren – sång (2010–)[1]
- Frida Malmkvist – sång, trummor (2010–)[1]
- Björn Magnusson – basgitarr (från starten)[1]
- Vincent Pettersson – gitarr, steelgitarr (från starten)[1]

## Tidigare medlemmar
- Therese Sundahl – sång[2]

### Fotnoter
1. 1 2 3 4  Cosmos Cowboys i ny tappning ”Sveriges Radio P4 Jönköping”. 7 juni 2011. http://sverigesradio.se/sida/artikel.aspx?programid=2267&artikel=4542392. Läst 26 juni 2011.
2. ↑  ”Excess”. Arkiverad från originalet den 12 augusti 2010. https://web.archive.org/web/20100812154900/http://www.excess.se/empty_20.html. Läst 26 juni 2011.